# Prefetto (storia romana)

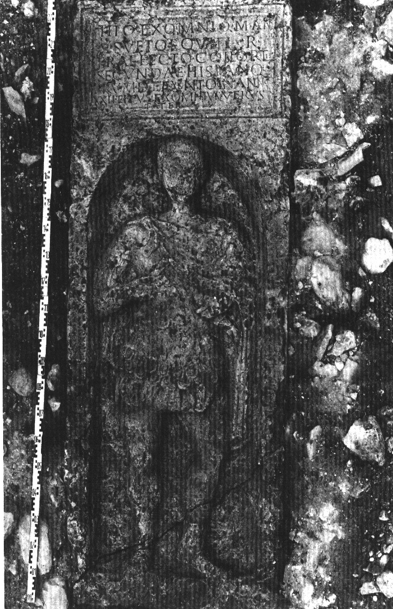
- stele sepolcrale con raffigurazione di Titus Axomnius Mansuetus, morto a 22 anni, praefectus cohortis II Hispanorum (III secolo, Sion, Alpi Pennine).

Il prefetto (dal latino praefectus e praeficere, cioè stare davanti) era un ufficiale sia della Repubblica romana sia della Roma imperiale. Coloro che ricoprirono questa carica operarono sia in ambito militare che civile e furono di rango variabile, ma solitamente appartenenti all'ordine equestre. La prefettura era l'ultimo e il principale grado della carriera equestre iniziata con le tres militiae. In ambito civile, il prefetto non era un magistrato, ma un suo sostituto.
In età più antica il termine praefectus reggeva il caso dativo (regola applicata in seguito anche per il praefectus praetorio); successivamente resse il genitivo.
A Roma erano molteplici le prefetture disponibili: prefettura dei vigili (garantiva la sicurezza notturna e gli interventi in caso di calamità o incendi), prefettura del pretorio (comandava le nove coorti dei pretoriani) e la prefettura dell'annona (coordinatrice di tutte le funzioni per l'approvvigionamento alimentare di Roma).

## Elenco delle principali prefetture
Prefetture probabilmente di età regia
- il praefectus urbi secondo quanto ci racconta Livio, al momento della cacciata dei Tarquini.[1]

Prefetture di età repubblicana
- il praefectus: ufficiale dell'esercito con vari compiti, solitamente straordinari;
- il praefectus civitatis: ufficiale distaccato al governo di una singola città;
- il praefectus fabrum (in origine ufficiale a capo del genio militare poi con delega plenipotenziaria);
- il praefectus orae maritimae, con compiti di controllo litoraneo;
- il praefectus socium (sociorum) (ufficiale romano messo a capo di un'ala di cavalleria, oppure di una coorte di soldati alleati.
- il praefectus urbi che faceva la guardia alla città durante il sacrificio annuale delle feriae latina sul Monte Albano, a cui partecipavano anche i consoli. Il suo ex-titolo era "custos urbi" ("guardiano della città").

Prefetture di età imperiale
- a Roma:
  - il praefectus praetorio (il prefetto del pretorio che comandava la guardia del corpo dell'imperatore, cioè la guardia pretoria; con la riforma dell'Impero, fatta da Diocleziano nel 300 d.C., i prefetti del pretorio divennero gli amministratori delle prefetture pretorie).
  - il praefectus urbi (di rango senatorio, che si occupava della città di Roma);
  - il praefectus vigilum (comandante dei vigiles);
  - il praefectus annonae responsabile dell'annona (rifornimento alimentare della città);[2]
  - il praefectus vehiculorum (responsabile del cursus publicus, ducenario);[3]
- con incarichi provinciali:
  - il praefectus Alexandreae et Aegypti, poi praefectus augustalis  (governatore della provincia d'Egitto);
  - il praefectus Mesopotamiae  (governatore della provincia di Mesopotamia da Settimio Severo);
  - il praefectus Sardiniae governatore della provincia di Sardegna (età augusteo-tiberiana);
  - il praefectus Iudaeae ufficiale con autorità sul distretto di Giudea (età augusteo-tiberiana);
  - il praefectus gentis o civitatium (ufficiale che aveva autorità su alcune popolazioni non romanizzate);
  - il praefectus Caesaris sostituto dell'imperatore (o di altra personalità, nelle cariche municipali);
- con incarichi militari:
  - il praefectus legionis (comandante, di rango equestre, della legione);
  - il praefectus legionis agens vice legati (comandante di legione con delega di legato);
  - il praefectus castrorum (comandante dell'accampamento militare sembra sia stato di istituzione augustea);[4]
  - il praefectus aerarii militaris (responsabile dell'aerarium militare);[5]
  - il praefectus fabrum (ufficiale a capo del genio militare solo nell'Alto Impero);
  - il praefectus sexmenstris (comandante con un incarico di soli 6 mesi)
  - il praefectus alae (comandante di una turma di cavalleria);[6]
  - il praefectus equitum (comandante di cavalleria, in sostanza di ala[7] e quindi associabile al praefectus alae);
  - il praefectus cohortis (comandante di coorte);[8]
  - il praefectus militum (comandante di unità militari generiche[9])
  - il praefectus veteranorum legionis (comandante dei veterani legionari);[10]
- con incarichi nella flotta, 
  - praefectus classis (comandante di una delle flotte imperiali):
  - il praefectus classis Misenis e praefectus classis Ravennatis (comandanti delle due flotte pretorie);
  - il praefectus classis Alexandrinae (comandante della flotta sul Nilo);
  - il praefectus classis Germanicae (comandante della flotta sul Reno e Danubio);
  - il praefectus classis Britannicae (comandante della flotta sul Tamigi e sulla Manica);
  - il praefectus ripae Danuvii e di altri fiumi (responsabile delle sponde e delle acque del Danubio);[11]
  - il praefectus orae maritimae (con compiti di controllo litoraneo);

Altre prefetture
- Praefectus moribus dato ad Augusto nel 19 a.C.[12] e rinnovato alla morte dell'amico fraterno Marco Vipsanio Agrippa nel 12 a.C.[13]

Altre figure estemporanee tardo-imperiali
- il praefectus laetorum;
- il praefectus Sarmatarum gentilium;